# Gaston Rimareix
Gaston Rimareix est un homme politique français, né le 29 janvier 1935 à Champagnat (Creuse), mort le 25 décembre 1996 à Mainsat (Creuse).

## Mandat
Gaston Rimareix est diplômé de l'École d'application aux métiers des travaux publics d'Égletons, ainsi que de l'ENA (promotion Stendhal).
La carrière parlementaire de ce contrôleur d'État ne  comporte qu'un seul mandat : celui de député de la deuxième circonscription de la Creuse au cours de la neuvième législature du 12 juin 1988 au 1er avril 1993. Réinvesti par le Parti socialiste, Gaston Rimareix est défait par Jean Auclair lors de l'élection législative de 1993.
Gaston Rimareix a été directeur de cabinet d'Edmond Hervé de 1981 à 1986, maire de Mainsat depuis 1971, conseiller régional (premier vice-président du Conseil régional du Limousin de 1992 à sa mort).